# Gastón Martínez
Gastón Martínez, vollständiger Name Gastón Martínez Menéndez, (* 1. Dezember 1989 in Montevideo) ist ein uruguayischer Fußballspieler.

## Karriere
Der nach Angaben seines Vereins 1,70 Meter große Mittelfeldspieler Martínez steht mindestens seit der Saison 2010/11 in Reihen El Tanque Sisleys. In jener Spielzeit sind in der Clausura 2011 vier Einsätze in der Primera División für ihn verzeichnet, bei denen er zweimal ins gegnerische Tor traf. In den Spielzeiten 2011/12 und 2012/13 absolvierte er jeweils 24 Erstligapartien. Ein weiterer Treffer gelang ihm nicht. Auch bestritt er in der Copa Sudamericana 2013 beide Spiele des Klubs. In der Spielzeit 2013/14 weist er 28 Saisoneinsätze (ein Tor) auf. In der Apertura 2014 wurde er in zwölf Erstligaspielen (kein Tor) eingesetzt. Zur Clausura 2015 schloss er sich dem Club Atlético Cerro an. Dort lief er bis Saisonende in acht Erstligaspielen (kein Tor) auf. Ende Juli 2015 wechselte er innerhalb der Primera División zum Club Atlético Rentistas. In der Spielzeit 2015/16 absolvierte er 23 Erstligapartien (kein Tor).